# 杜尚·赫尔达
杜尚·赫尔达（1951年7月15日—），斯洛伐克男子足球运动员，司职中场。他曾代表捷克斯洛伐克国家队参加1976年欧洲足球锦标赛，结果队伍获得冠军。